# William Patterson Borland

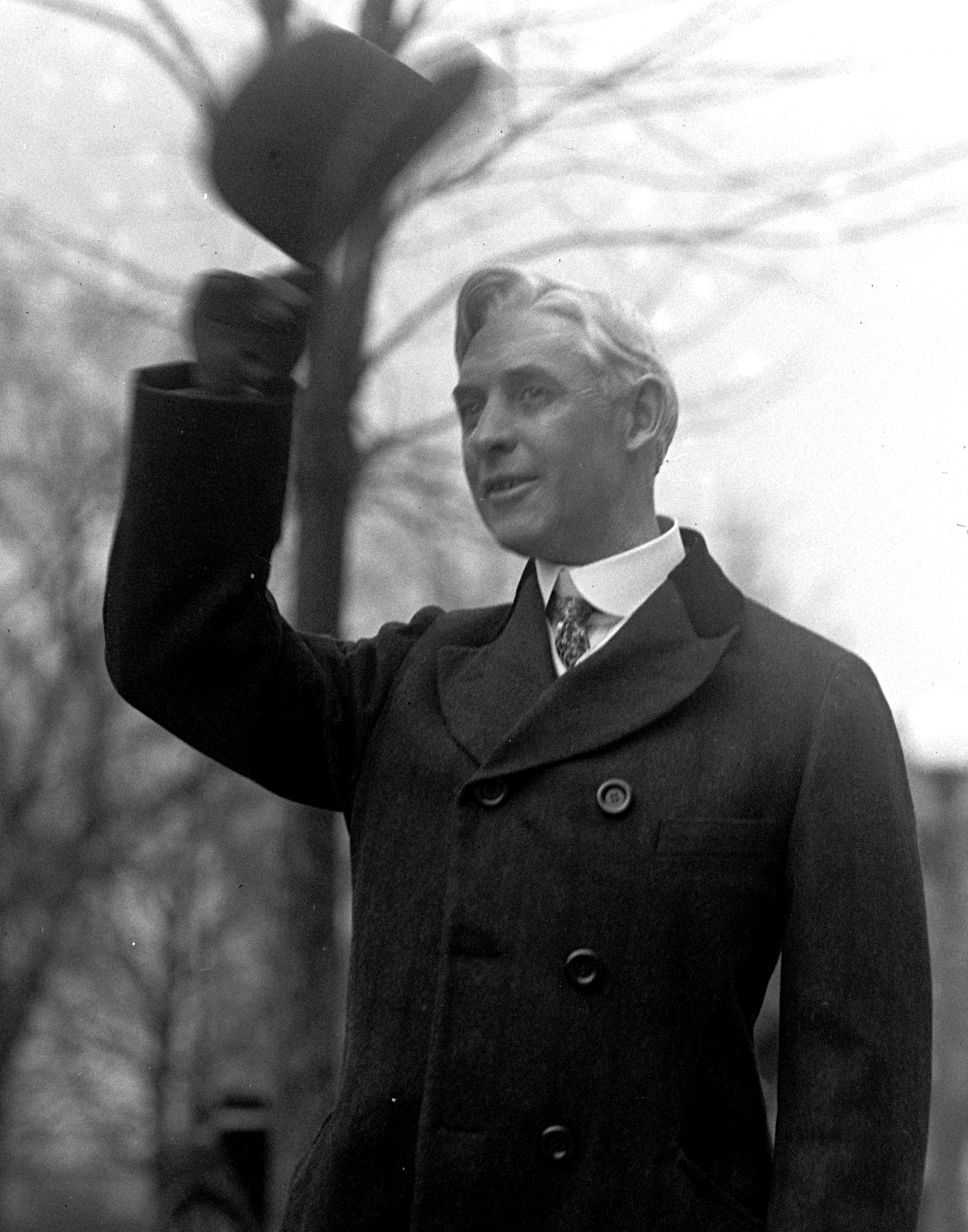
William Patterson Borland (1916)

William Patterson Borland (* 14. Oktober 1867 in Leavenworth, Kansas; † 20. Februar 1919 bei Koblenz, Deutschland) war ein US-amerikanischer Politiker. Zwischen 1909 und 1919 vertrat er den Bundesstaat Missouri im US-Repräsentantenhaus.

## Werdegang
William Borland besuchte die öffentlichen Schulen seiner Heimat. Nach einem anschließenden Jurastudium an der University of Michigan in Ann Arbor und seiner 1892 erfolgten Zulassung als Rechtsanwalt begann er in Kansas City in diesem Beruf zu arbeiten. In seiner neuen Heimat war Borland an der Gründung der Kansas City School of Law beteiligt, deren Dekan er zwischen 1895 und 1909 war. Im Jahr 1898 gehörte Borland einer Kommission an, die die kommunalen Gesetze von Kansas City neu entwarf. Damals verfasste er auch einige Abhandlungen über verschiedene juristische Themen.
Politisch war Borland Mitglied der Demokratischen Partei. Bei den Kongresswahlen des Jahres 1908 wurde er im fünften Wahlbezirk von Missouri in das US-Repräsentantenhaus in Washington, D.C. gewählt, wo er am 4. März 1909 die Nachfolge von Edgar C. Ellis antrat. Nach vier Wiederwahlen konnte er bis zu seinem Tod am 20. Februar 1919 fast fünf Legislaturperioden im Kongress absolvieren. In diese Zeit fielen unter anderem der Erste Weltkrieg sowie die Ratifizierung des 16. und des 17. Verfassungszusatzes.
1918 wurde William Borland von seiner Partei nicht mehr zur Wiederwahl nominiert. Die am 4. März 1919 beginnende neue Legislaturperiode hätte er aber wegen seines Todes am 20. Februar dieses Jahres nicht mehr antreten können. Er starb während einer Reise im Auftrag seiner Freimaurerloge in der Nähe von Koblenz im heutigen Rheinland-Pfalz und wurde in Kansas City beigesetzt.